# Oblastní rada (Užhorod)

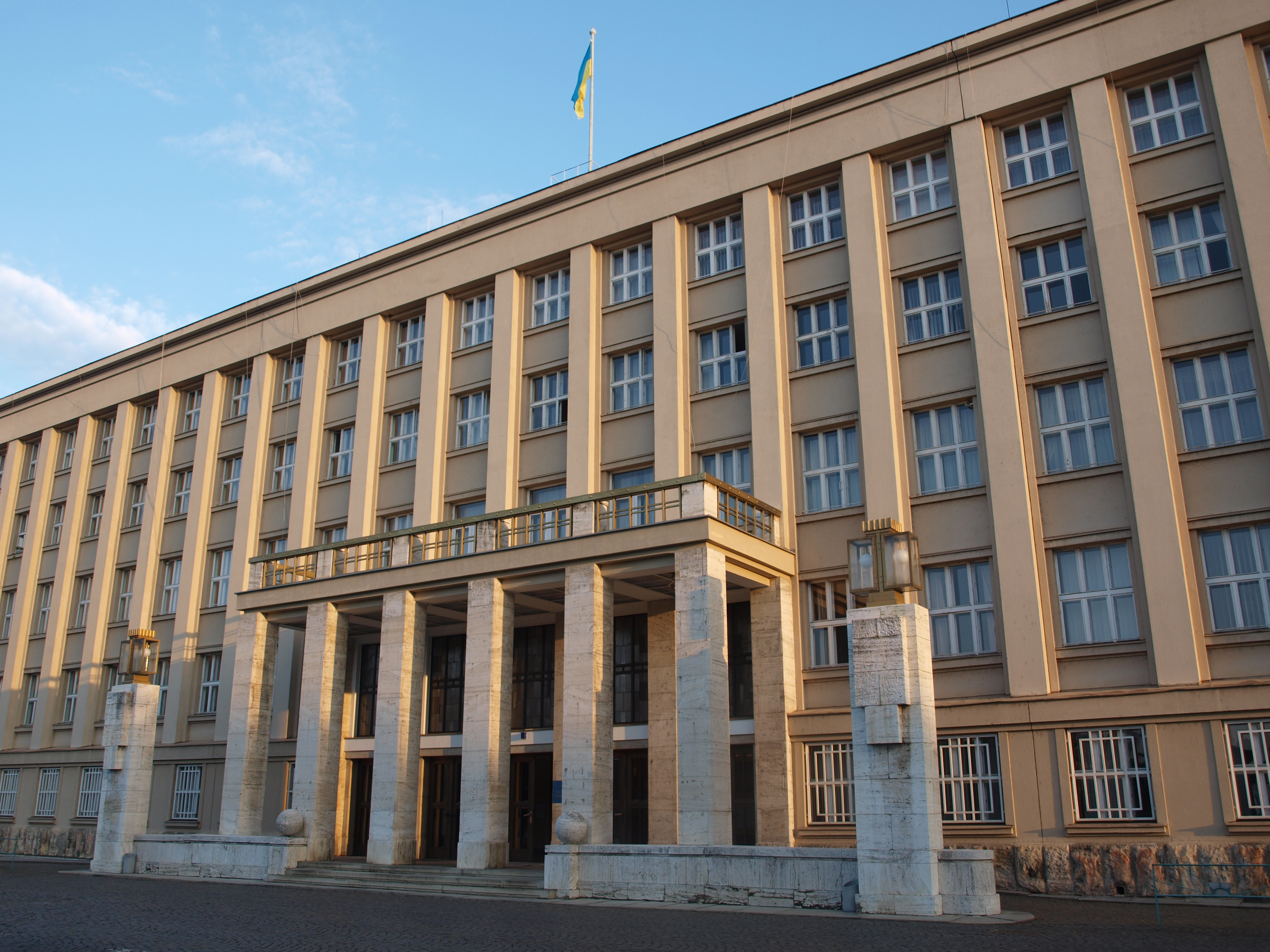
Hlavní vchod

Oblastní rada (ukrajinsky Обласна рада) je palác, ve kterém sídlí politické vedení Zakarpatské oblasti. Funkcionalistická budova vznikla ve 30. letech 20. století, během existence První československé republiky. Nachází se na adrese Narodna plošča 4. Od roku 2017 je objekt přezdívaný mezi místními bílý dům kulturní památkou evidovanou pod číslem 21-101-0042.

## Historie
Podkarpatská Rus jako jedna ze zemí První československé republiky potřebovala moderní správní budovu, kde by mohli sídlit úředníci spravující nejvýchodnější oblast tehdejšího Československa. Soutěž na reprezentativní objekt byla vypsána na přelomu 20. a 30. let. Zvítězil v ní architekt František Krupka v roce 1931; porazil několik dalších architektů, mezi které patřil např. Alois Dryák.[zdroj?] Stavba trvala tři roky a v roce 1934 byla nová budova dokončena. Monumentální objekt s pěti patry vznikl v místní části Malé Galago, která byla celá budována pro potřeby československé správy regionu v západní části Užhorodu. Nacházet se zde kromě Zemského úřadu měl i zemský soud a sídlo četnictva. 
Stavba vznikla v duchu tehdejšího funkcionalismu a v době svého dokončení byla největší na území Podkarpatské Rusi. Její součástí byly i kanceláře pro zemského viceprezidenta a salonek pro prezidenta ČSR pro případné návštěvy. Výstavba objektu stála 24 milionů tehdejších korun. 